# Anarcocapitalismo

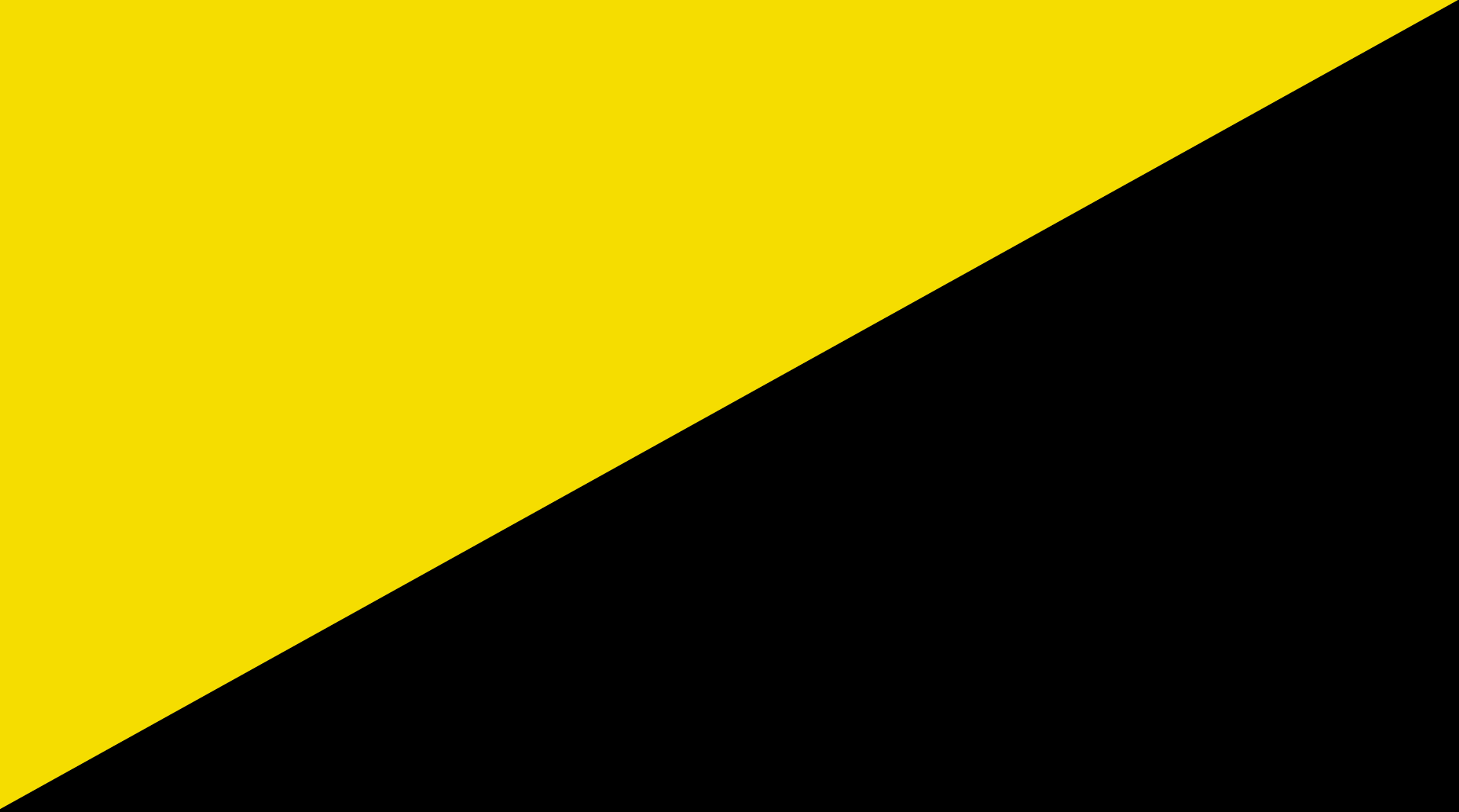
Bandera aurinegra, símbolo del anarcocapitalismo. El oro representa la propiedad privada y el negro la anarquía.

El anarcocapitalismo (conocido también como anarquismo de libre mercado, anarquismo libertario, anarquismo de propiedad privada, o anarcoliberalismo) es una filosofía política derivada del libertarismo —la filosofía política del libre mercado— que sostiene que la protección de la libertad del individuo por medio de la propiedad privada y el libre mercado conduce a la anarquía — entendida en un significado benévolo de sociedad organizada sin Estado. En una sociedad anarcocapitalista, la policía, los tribunales y todos los otros servicios de seguridad se prestarían por parte de competidores de financiación privada en lugar de a través de impuestos, y el dinero sería proporcionado privada y competitivamente en un mercado abierto. Por lo tanto, las actividades personales y económicas, en el anarcocapitalismo serían reguladas por la ley de gestión privada, en lugar de a través de la ley de gestión política.
Los principios de la ética política de los anarcocapitalistas surgen, por lo general, de la idea de propiedad de uno mismo y el principio de no agresión, que significan respectivamente el derecho al dominio sobre uno mismo y sus bienes y la prohibición de la coacción o el fraude en contra de personas y sus bienes. Los anarcocapitalistas consideran que el derecho de propiedad es el único que puede viabilizar materialmente el derecho individual, y que la existencia del Estado es contradictoria con la existencia de ambos derechos. En la ética política anarcocapitalista lo importante es cómo la propiedad es adquirida y transferida; que indica que la única forma justa de adquirir una propiedad es a través de la apropiación original basada en el trabajo, el intercambio voluntario (ej. comercio), y la donación. Si bien la finalidad del anarcocapitalismo es maximizar la libertad individual y la prosperidad, esta idea reconoce la solidaridad y los acuerdos comunales como parte de la misma ética voluntaria. A partir de estas premisas, los anarcocapitalistas derivan como consecuencia lógica el rechazo al Estado —como institución que ejerce el monopolio del poder legitimado— y la adopción de la libre empresa, donde agencias privadas ofrecerían un mercado de servicios —ley y seguridad incluidos— para los individuos. 
Esta corriente política aparece durante la segunda mitad del siglo xx dentro del libertarismo y a su vez es una forma de anarquismo contemporáneo poco emparentado con el anarquismo histórico pero que toma ideas del antiguo anarquismo individualista estadounidense del siglo XIX descartando su teoría del valor-trabajo que se sustituye por la teoría del valor subjetivo aportada por la revolución marginalista en la ciencia económica, usualmente desde el enfoque de la escuela austriaca cuya teoría económica aplica la lógica filosófica a las ciencias sociales.
 En algunos casos también basa sus argumentos de política económica y economía política en teorías como el análisis económico del derecho o la teoría de la elección pública. En el plano filosófico moral el fundamento puede ser una defensa iusnaturalista o consecuencialista de la libertad individual y la libertad negativa, o puede recurrir a otras premisas como por ejemplo la ética de la argumentación o el contractualismo.

## Principios

### El principio de no agresión
«Yo defino la sociedad anarquista como una donde no hay posibilidad legal para la agresión coercitiva contra la persona o los bienes de cualquier persona. Los anarquistas se oponen al Estado, ya que tiene su propio ser en tal agresión, es decir, la expropiación de la propiedad privada a través de los impuestos, la exclusión coercitiva de otros proveedores del servicio de defensa de su territorio, y todas las otras depredaciones y coacciones que se basan en estos dos focos de invasión de los derechos individuales». Murray Rothbard en Sociedad sin Estado

El anarcocapitalismo, tal como lo definen Rothbard y otros se basa fuertemente en el principio de no agresión:

«El axioma básico de la teoría política libertaria postula que cada hombre es dueño de sí mismo, en posesión de soberanía absoluta sobre su propio cuerpo. En efecto, esto significa que nadie puede invadir o agredir justamente el cuerpo de otra persona. Se sigue entonces que cada persona posee justamente cualquier recurso, previamente sin dueño, de la que esta se apropie o que «mezcle con su trabajo». A partir de estos axiomas gemelos —propiedad sobre sí mismo y la apropiación originaria— se construye la justificación para el sistema entero de títulos de propiedad en una sociedad de libre mercado. Este sistema establece el derecho de cada persona a su propia persona, el derecho a donar, dar en herencia —y consecuentemente el derecho a heredar— y el derecho al intercambio contractual de títulos de propiedad»
Murray Rothbard, en Law, Property Rights, and Air Pollution Cato Journal 2, n.º 1 (primavera de 1982): pp. 55-99.

Rothbard, uno de los principales teóricos del anarcocapitalismo durante el siglo xx, defiende la tesis de la «propiedad de uno mismo» mediante la eliminación lógica de las únicas dos alternativas: que un grupo de personas pueda ser dueña de otro grupo de personas, o que ninguna persona es dueña absoluta de sí misma. Ambas alternativas fallan en producir una ética universal (que es aplicable por igual a todos los seres humanos), es decir, una ley natural justa, capaz de gobernar a todos independientemente de lugar y época. La única alternativa válida entonces, según Rothbard, es el principio de autopropiedad, que según él es a la vez axiomático y universal.
En general, se puede decir que el axioma de no-agresión es una prohibición contra la iniciación de la violencia, o la amenaza del uso de la violencia, contra personas (es decir, violencia directa, asalto, asesinato) o contra la propiedad legítimamente adquirida de estas (es decir, robo, fraude, impuestos). A la iniciación de la violencia usualmente se le refiere como agresión o coacción. La diferencia entre anarcocapitalistas y otros libertarios básicamente se debe al grado de compromiso con este axioma. Los minarquistas, o los liberales clásicos, por ejemplo, conservarían al estado (con su agresión inherente) en una forma limitada y con esferas de acción mínimas, cuyas funciones consistirían solamente en las labores de defensa nacional, seguridad y orden interno y legislación y justicia. En contraste, los anarcocapitalistas rechazan inclusive estos niveles de intervención estatal en las instituciones sociales y definen al estado como un monopolio coercitivo de la legislación y el uso legítimo de la violencia, que es el único ente en la sociedad que obtiene sus ingresos por medio de la agresión legal, un ente cuya existencia viola el axioma central del anarcocapitalismo.
Algunos anarcocapitalistas como Rothbard aceptan el axioma de no agresión por una moral o justicia natural intrínseca. Es en términos del axioma de no agresión que Rothbard define el anarquismo, como un sistema «que provee sanción no legal para tales agresiones [contra personas o propiedad]» y «lo que el anarquismo propone entonces es la abolición del Estado, es decir, la abolición de la institución regularizada de la coacción agresiva». En una entrevista con New Banner Rothbard afirma que «El capitalismo es la expresión más completa del anarquismo y el anarquismo la expresión más completa del capitalismo. No solo son compatibles, sino que no se puede tener uno sin el otro. El verdadero anarquismo será el capitalismo, y el verdadero capitalismo será el anarquismo.» Alternativamente, otros como David Friedman usan una perspectiva consecuencialista, en vez de afirmar que la agresión es intrínsecamente inmoral, estos sostienen que una ley en contra de la agresión solo puede surgir a partir de un contrato entre partes mutuamente interesadas, quienes acuerdan de esta forma abstenerse de iniciar la violencia entre sí.

#### Libre empresa frente al Estado
Para el anarquismo capitalista el axioma de no agresión encuentra aplicación en la libre empresa y su negación en el Estado. Sostienen que el poder estatista es fuente de corrupción, privilegio y agresión, y tiene como eje el monopolio sobre la seguridad y la defensa, y que estos no conforman una categoría de bienes y servicios distintos a los demás y que, por lo tanto y al igual que estos, pueden ser producidos más eficientemente por empresas privadas.
El anarquismo capitalista sostiene que las empresas como el resultado de contratos individuales y por tanto una forma legítima y eficiente de organizar a las personas, con la libertad de escoger un competidor o de entrar en la competencia como una forma universal de preservar y promover la calidad de los servicios. Los anarcocapitalistas visualizan la libre empresa como la base de una sociedad libre. Definen el capitalismo de libre mercado como «el intercambio voluntario pacífico» en contraste con el capitalismo de Estado, al que califica de «expropiación violenta». «Capitalismo», en el sentido en que los anarcocapitalistas usan este término, es una interpretación «neolockeana» o «anarcolockeana» de la propiedad, no debe confundirse con el capitalismo monopólico estatal, el mercantilismo oligárquico (economías cartelizadas), el capitalismo clientelista o con las economías mixtas contemporáneas, en las cuales, según los anarcocapitalistas, los incentivos y desincentivos naturales del mercado son distorsionadas por la intervención del Estado.
Por lo tanto rechazan al Estado basados en la postulado de que los Estados son entidades agresivas que roban la propiedad (a través de los impuestos y las expropiaciones), inician el uso de la fuerza, son monopolios compulsivos del uso de las fuerzas defensivas o de represión, usan su poder de coacción para beneficiar negocios e individuos a expensas de otros, crean monopolios y restringen el comercio. El capitalismo libertario que proponen los anarcocapitalistas se plantea a sí mismo como una ideología individualista y una economía de mercado contraria a lo que denominan el «capitalismo realmente existente», «capitalismo autoritario» o capitalismo de Estado.
Se teoriza que sin intervención de Estado las grandes corporaciones empresariales se reducirían o al menos serían suplantables en cualquier momento debido a la libre competencia. Es decir, si existe una empresa líder para determinado bien o servicio se supone que deberá ser porque los consumidores así lo hayan decidido o porque el proveedor tiene bajo su propiedad privada el control de los recursos y nunca porque esta situación se haya alcanzado coactivamente, ya sea mediante imposiciones legales o por medio de amenazas o violencia física.

### Propiedad privada

#### Propiedad de uno mismo y apropiación original
Los anarcocapitalistas definen la propiedad de uno mismo como el derecho de cada persona a la propiedad sobre su propio cuerpo, mientras que mediante el principio de apropiación original establecen que cada quien es propietario legítimo de todos aquellos recursos sin propietario previo, sobre los cuales haya realizado alguna forma de trabajo. En las palabras de Hans-Hermann Hoppe:

Cada quien es el legítimo dueño de su propio cuerpo físico, así como de todos los lugares y bienes naturales que ocupe y que ponga en uso por medio de su cuerpo, con la única condición que nadie más haya ocupado los mismos lugares o usado los mismo bienes previamente. Esta propiedad sobre los lugares y bienes «apropiados originalmente» por una persona implica su derecho a usar y transformar estos lugares y bienes en cualquier forma que este considere conveniente, con la única condición que como consecuencia no cambie la integridad física de lugares o bienes originalmente apropiados por otra persona. En particular, una vez que un bien ha sido apropiado por primera vez, —para usar la frase de Locke— «mezclando con el bien el trabajo de uno» la propiedad sobre dichos lugares o bienes solo puede ser adquirida por medio de una transferencia voluntaria —contractual— del título de propiedad de un previo a un futuro propietario
Hans-Hermann Hoppe, economista austriaco y filósofo anarcocapitalista, Ética rothbardiana

Los anarcocapitalistas apoyan irrestrictamente la honesta propiedad privada de los medios de producción y la libertad de gestionarlos, sin interferencia coercitiva del Estado o de colectivos no estatales.

Esta es la raíz de los derechos de propiedad en el anarcocapitalismo. Los anarcocapitalistas defienden el derecho de cada persona a los frutos de su trabajo independientemente de su necesidad o la de otros. Después de ser creada mediante el trabajo, la propiedad solo puede cambiar de manos legítimamente cuando es intercambiada voluntariamente (por otra propiedad producida previamente, mediante el trabajo) o cuando es regalada o donada. Las transferencias forzadas, para las cuales una de las partes utiliza o amenaza con utilizar alguna forma de violencia, son consideradas ilegítimas. 
La apropiación original le permite a un individuo reivindicar como suya cualquier propiedad «virgen», incluso la tierra, y poseerla con el mismo «derecho absoluto» con el que posee su propio cuerpo, al mejorarla o usarla. De acuerdo a Rothbard, la propiedad solo puede surgir legítimamente a través del trabajo, por lo que la apropiación original de la tierra no es legítima simplemente por proclamarlo o por construir una cerca alrededor que la delimite, sino solo trabajándola (mezclando el trabajo con la tierra) es que se puede legitimar la propiedad sobre la tierra.
Los anarcocapitalistas de tradición rothbardiana son propietaristas, es decir, que consideran el derecho de propiedad como un derecho natural derivado de la propiedad de uno mismo (véase: teoría de la propiedad-trabajo). De acuerdo con la filosofía lockeana, los anarquistas de libre mercado rothbardianos creen que la propiedad solo puede originarse por ser el producto del trabajo, y solo puede legítimamente cambiar de manos por el comercio o el regalo. De todas formas, Locke tenía una «condición» que dice que el apropiador de recursos debe dejar «suficiente y tan bueno en común... a los otros». Los anarquistas de mercado rothbardianos no están de acuerdo con esta condición, sosteniendo que el individuo puede apropiar originalmente tanto como desee a través de mezclar su trabajo, y continúa siendo su propiedad hasta que él decida lo contrario. Ellos denominan esto como «neo-lockeano». Los anarquistas libertarios ven esto coherente con su oposición al inicio de la coerción, ya que solo la tierra no apropiada se puede tomar. Si algo es no apropiado, no hay un apropiador original contra el que se esté iniciando la coacción. Y ellos no piensan que la mera reclamación genere propiedad. Los anarcocapitalistas aceptan formas voluntarias de propiedad colectiva, que significa propiedad abierta al acceso de todos los individuos.

#### Propiedad común
Aunque los anarcocapitalistas son conocidos por defender el derecho a la propiedad privada (ya sea individual o no pública), las propiedades colectivas no estatales también pueden existir en una sociedad anarcocapitalista. Así tal como una persona viene a poseer algo sin propietario por la mezcla de su trabajo con ella o de usarla regularmente, muchas personas pueden llegar a ser propietarios de una cosa en común mediante la mezcla de su trabajo en conjunto con ella, en el sentido de que ninguna persona puede apropiarse de ella como propia. Esto puede aplicarse a las carreteras, parques, ríos, y partes de los océanos. El teórico anarcocapitalista Roderick Long da el siguiente ejemplo:

Considere la posibilidad de una aldea cercana a un lago. Es común para los habitantes del pueblo a caminar hacia el lago para ir a pescar. En los primeros días de la comunidad es difícil llegar al lago a causa de todos los arbustos y ramas caídas en el camino. Pero con el tiempo el camino está despejado y toma forma, no por esfuerzos coordinados, sino simplemente como resultado de todas las personas caminando por esa vía día tras día. El camino despejado es el producto del trabajo, no el trabajo de cualquier persona, sino de todos ellos juntos. Si un aldeano decidido a aprovechar los beneficios del camino recién creado levanta una puerta de carga y peajes, se estaría violando el derecho de propiedad colectiva que los aldeanos se han ganado juntos.
Roderick Long

Sin embargo, desde que la propiedad que es de propiedad colectiva tiende a perder el nivel de rendición de cuentas que se encuentra en la propiedad individual en la medida de que hay mayor número de propietarios —o por hacer esa rendición de cuentas proporcionalmente más compleja— los anarcocapitalistas tienden a veces a la desconfianza y tratar de evitar los arreglos comunales intencionales, aunque estos, como se demuestra no entran de ninguna manera en conflicto con su ideología y son más bien una cuestión de criterios particulares. 
La privatización, la descentralización y la individualización de la responsabilidad son objetivos anarcocapitalistas. Pero en algunos casos, no solo proporcionan un reto, sino que ellos mismos lo consideran imposible, establecer rutas oceánicas es un ejemplo común de los bienes considerados como de difícil apropiación privada. Lo negativo y que sí entra en contradicción con su ideología es la colectivización estatal o forzada (supuestamente en nombre de la «mayoría») que fortalece el poder y la legitimidad del gobierno, en que las cuentas se rinden a terceros y no entre las partes y no existe responsabilidad particularizada.

#### Medio ambiente
Los gobiernos centrales generalmente tienden a abogar por acciones o censura de los contaminadores con el fin de beneficiar al «pueblo» o a la «mayoría». Sin embargo la economía cartelizada y contaminante de las corporaciones recibe subvenciones gubernamentales (capitalismo corporativo), tal es el caso de la altamente contaminante industria pesada que obtiene subvenciones jurídicas y económicas de parte de los políticos bajo el argumento de la creación de empleo o de los estímulos a la inversión privada.
La contaminación del aire, el agua y la tierra, por ejemplo, es vista como el resultado de la colectivización estatal de la propiedad, los bienes naturales cuando son públicos no son mantenidos o renovados por nadie y nadie se responsabiliza por ellos (tragedia de los comunes). Los anarcocapitalistas tienden a coincidir con los ecologistas de mercado en relacionar las tendencias destructivas del medio ambiente con el Estado y sus disposiciones colectivizantes.

#### Armas
El anarcocapitalismo se opone a toda coacción, por lo cual, defiende la libre posesión de armas. Aunque la propiedad privada permite que sus legítimos propietarios decidan si los demás pueden entrar con armas o no en su territorio.

### Ley y orden
En la teoría anarquista libertaria la ley y el orden de una sociedad voluntaria pueden ser proveídas por un mercado competitivo de instituciones privadas que ofrecen seguridad, justicia, y otros servicios de defensa, «la asignación privada de la fuerza, sin un control central». Un mercado donde existen proveedores de la seguridad y la ley que compiten por clientes de pago voluntario que desean recibir los servicios en vez de individuos gravados sin su consentimiento a los que se les asigna un proveedor monopólico de la fuerza. La creencia, entre los anarquistas de mercado libre, es que esta competencia, tiende a producir servicios legales y policiales más baratos y de mejor calidad, incluyendo «una alta calidad de buena imparcial, eficiente arbitraje de reclamaciones de derechos en conflicto».
El anarquismo de mercado desarrollado por Murray N. Rothbard teoriza una sociedad donde los proveedores de justicia compiten por clientes (ley policéntrica, agencia privada de defensa) y donde la ley está basada en el derecho natural o el derecho negativo. David D. Friedman propone un anarquismo de mercado donde en adición a la seguridad provista por el mercado, la ley en sí misma es producida por el mercado.

## Variedades de anarcocapitalismo
La adopción del anarquismo de libre mercado —entendiéndolo como propiedad privada, mercado libre en ausencia del derecho estatal— en esta filosofía, fue desarrollado por el economista e historiador estadounidense Murray Rothbard, quien fue el primero en teorizar el anarcocapitalismo. En el anarcocapitalismo rothbardiano en primer lugar estaría la implementación de un «código legal [libertario mutuamente acordado] que sería de aceptación general y al cual las cortes se plegarían». Este código reconocería la soberanía individual y la no agresión como derechos inalienables, esta concepción del anarcocapitalismo se basa en argumentos iusnaturalistas.
Otros pensadores, como David Friedman, proponen el anarcocapitalismo por medio de argumentos utilitaristas, es decir, la noción que la adopción del anarcocapitalismo produciría mejores resultados que cualquier otra alternativa de orden social y económico. En el anarcocapitalismo propuesto por David D. Friedman, «los sistemas de leyes se crearán por [buscando] ganancia en el libre mercado», lo cual conduciría a una sociedad libertaria generalizada si no es que absoluta. Rothbard basa su filosofía sobre las bases de la ley natural absoluta pero también aporta explicaciones económicas de por qué piensa que el anarcocapitalismo es preferible desde un punto de vista pragmático. Friedman afirma que no es un teórico de los derechos absolutos pero que también «no es un utilitarista», aunque piensa que «los argumentos utilitaristas frecuentemente son la mejor forma de defender los puntos libertarios». Por su parte, Hans-Hermann Hoppe utiliza la ética argumentativa para fundamentar el «anarquismo de propiedad privada», y es más cercano a la visión de ley natural de Rothbard. No todos aquellos partidarios de un anarquismo capitalista se llaman a sí mismos anarcocapitalistas, por ejemplo Wendy McElroy prefiere usar el término anarcoindividualismo.
Los anarcocapitalistas tienen variadas visiones de cómo hacer para eliminar al Estado. Rothbard abogaba por uso de cualquier táctica no inmoral disponible para conseguir libertad. Los agoristas, seguidores de la filosofía de Samuel Konkin proponen eliminar al Estado practicando la resistencia fiscal y el uso de estrategias de mercado negro ilegal denominadas contraeconomía hasta que las funciones de seguridad del Estado puedan ser reemplazadas por competidores de mercado libre.

## Historia y orígenes

### Liberalismo clásico
La primera fuente que servirá para sustentar la teoría moderna de la anarquía de mercado es el liberal clásico John Locke, quien argumentó que, como la gente mezcla su propio trabajo con recursos sin propietario, hacen de estos recursos su propiedad. Las personas pueden adquirir nueva propiedad por el trabajo sobre recursos sin propietario o por el comercio de bienes creados. Esta idea es usada por los anarcocapitalistas para explicar por qué para ellos la soberanía de la propiedad privada entra en contradicción con la soberanía del Estado.
Uno de los primeros individuos en proponer el concepto de privatización de la protección de la libertad y propiedad individuales, prefigurando lo que será luego el anarcocapitalismo, fue el francés Jakob Mauvillon en el siglo XVIII. Más tarde, en los años 1840, Julius Faucher y Gustave de Molinari propugnaron lo mismo. Molinari, discípulo predilecto de Frédéric Bastiat, en su ensayo La producción de seguridad, argumentó: «Ningún gobierno debería tener el derecho de impedir que otro gobierno entre en competencia con aquel, o exigir a los consumidores de seguridad que acudan exclusivamente a aquel para su mercancía».
Molinari sostuvo que el monopolio sobre la seguridad causa precios altos y baja calidad. Dijo en Les Soirées: «El monopolio del gobierno no es mejor que ningún otro. Un gobierno administra bien y, no lo hace especialmente a bajo precio, cuando no se tiene competencia que temer, cuando los gobernados son privados del derecho de escoger libremente sus reglas... La producción de seguridad inevitablemente se vuelve costosa y mala cuando es organizada como un monopolio». El peso de la argumentación de Molinari para el anarquismo de libre mercado se basa en la economía y no en la oposición moral al Estado.
La tradición liberal antiestado en Europa y los Estados Unidos continuó luego de Molinari en los escritos tempranos de Herbert Spencer, así como en pensadores como Paul Émile de Puydt y Auberon Herbert.

### Anarcoindividualismo estadounidense delsigloXIX

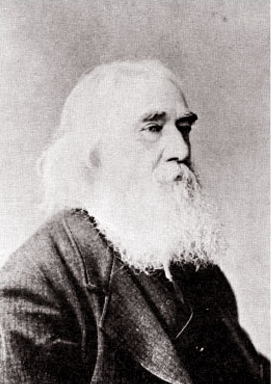
Lysander Spooner (1808–87), teórico legal anarcoindividualista que es considerado predecesor del anarcocapitalismo, expuso sobre la ley natural como la aproximación máxima del concepto de justicia.

El teórico de la ley natural, el abogado Lysander Spooner, es considerado entre los principales predecesores del anarcocapitalismo y el más cercano a la idea contemporánea por su doctrina legal. En 1845, el abogado Lysander Spooner escribió un ensayo radical contra la esclavitud, Unconstitutionality of slavery. Instalado firmemente en la tradición de la ley natural y enfrentado desde el principio de su carrera profesional e ideológica con los monopolios protegidos por el Estado, en 1870 escribió No Treason: The Constitution of No Authority, donde explica que toda legislación se opone al derecho natural, y es por tanto criminal. Un ejemplo de su lucha contra los monopolios fue la compañía que fundó en 1844, la American Letter Mail Company, que compitió con el monopolio legal del Servicio Postal de los Estados Unidos en violación del «Estatuto de Envíos Privados», que restringe en Estados Unidos el transporte y entrega de cartas por cualquier organización ajena al Servicio Postal. Spooner consideraba que los monopolios eran una restricción inmoral, y aunque tuvo cierto éxito abaratando los precios, el gobierno de los Estados Unidos desafió a Spooner con medidas legales, obligándole a cesar sus operaciones en 1851.
Su abolicionismo le llevó a criticar los motivos de la Guerra de Secesión (1861-1865): entendía que se luchaba por el falso tema de la unión, cuando debía haberse luchado por el tema de la esclavitud. Spooner pensaba que los esclavistas no se habrían atrevido a rebelarse frente a un gobierno que diera libertad a todo el mundo, mientras que, defendiendo su propia libertad, los sureños ganaron una ventaja moral y psicológica que los sostuvo durante la guerra. Así, en 1864 publicó una Carta a Charles Sumner en la que acusaba a los políticos del norte de tener «sobre vuestras cabezas, más incluso, si es posible, que sobre la de los mismos esclavistas, (quienes han actuado de acuerdo a sus asociaciones, intereses, y declarados principios como esclavistas) descansa la sangre de esta horrible, innecesaria, y por tanto culpable, guerra». En contraste con las coincidencias legales, las ideas de Spooner a favor de la propiedad intelectual están enfrentadas a las ideas anarcocapitalistas las cuales rechazan que las ideas sean propiedad privada.
Benjamin Tucker (1854-1939) desarrolló el anarquismo individualista en una serie de artículos recopilados posteriormente en Instead of a Book (1893). Su principio básico era que cada individuo debía disfrutar del máximo de libertad compatible con una libertad igual para los otros, implicando en particular derechos ilimitados para adquirir y disponer de bienes en el mercado. En el antiguo anarquismo de tradición estadounidense, en especial entre aquellos conocidos como «anarquistas bostonianos», hay una aserción del valor de la propiedad privada; comprometido con la idea de un mercado libre, que para ellos no había sido posible desarrollar en su plenitud por la distorsión producida por los monopolios, de los que responsabilizaba primordialmente al gobierno. Tucker, influenciado por Josiah Warren y la teoría del valor-trabajo, consideró por largo tiempo que la propiedad de la tierra era justificable solo cuando el poseedor la esté utilizando. Esto último a diferencia de su predecesor Lysander Spooner quien fue tradicionalmente lockeano con respecto a la propiedad privada de la tierra (apropiación original). Posteriormente Tucker abandonó su idea sobre la propiedad de la tierra y diría que ella está legítimamente transferida a través de la fuerza a menos que esté especificado por medio de un contrato. Las teorías de Tucker sobre el valor mercantil y sobre la propiedad del suelo siempre han sido rechazadas por la doctrina económica y legal anarcocapitalista.
Como Spooner, Tucker atacó los monopolios creados por el estado; sin Estado, cada persona podría ejercitar su derecho a proteger su propia libertad, utilizando los servicios de una asociación privada de protección si fuera necesario. Benjamin Tucker anticipó la idea que luego profundizará el anarcocapitalismo: que la defensa es un servicio como cualquier otro, un trabajo y una mercancía sujeta a la ley de la oferta y la demanda, que prevaleciendo la competencia el patrocinio irá a quien ofrezca el mejor producto al precio más razonable, y que la producción y venta de esta mercancía está ahora monopolizada por el Estado que como monopolista carga precios exorbitantes por un mal servicio. Él notó que el anarquismo que él proponía incluía prisiones y fuerza armada. Tucker también lanzó la idea de la posibilidad de agencias de gobierno financiadas por medio de «impuestos voluntarios».

### Escuela austriaca

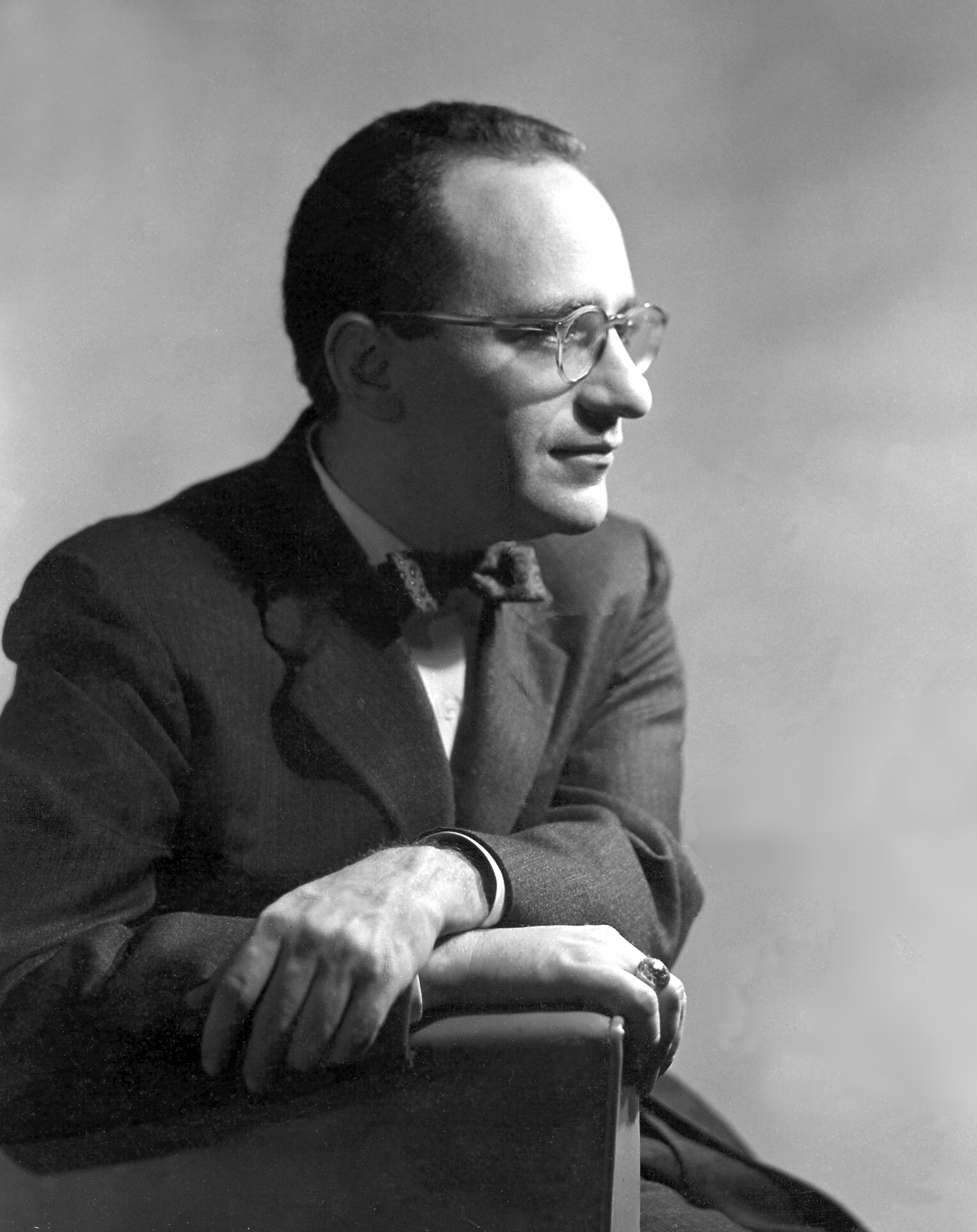
Murray Rothbard (1926-95), quien afirmó que «el capitalismo es la más completa expresión del anarquismo, y el anarquismo es la más completa expresión del capitalismo».

La escuela austriaca de economía fue fundada con la publicación en 1871 del libro de Carl Menger Principios de economía. Los miembros de esta escuela enfocan la economía como un sistema a priori, como la lógica o las matemáticas, en lugar
que como una ciencia empírica como la geología. Se trata de descubrir los axiomas de la acción humana (llamada «praxeología» en la tradición austriaca) y hacer deducciones de los mismos. Algunos de estos axiomas praxeológicos son:
- los seres humanos actúan intencionalmente;
- los seres humanos prefieren más de un bien que menos;
- los seres humanos prefieren recibir un bien más pronto que tarde, y
- cada parte de un acto comercial se beneficia ex ante.

Incluso en los primeros días, la economía austriaca fue utilizada como un arma teórica contra el socialismo y la política estatista. Eugen Böhm von Bawerk, un colega de Menger, escribió una de las primeras críticas sobre el socialismo en su tratado La teoría de la explotación del socialismo-comunismo. El economista austriaco más influyente fue, quizás, Ludwig von Mises, autor de la obra praxeológica La acción humana. Más tarde, Friedrich Hayek, discípulo de Mises, escribió Camino de servidumbre, afirmando que una economía dirigida destruye la función de información de los precios, y que la autoridad sobre la economía lleva al totalitarismo.
Murray Rothbard, también discípulo de Mises, es el hombre que intentó fusionar la economía austriaca con el liberalismo clásico y el anarquismo individualista. Escribió su primer artículo abogando por «anarquismo de propiedad privada» en 1949, y más tarde se le ocurrió el nombre alternativo «anarcocapitalismo». Era un economista de formación, pero también con conocimientos en historia y filosofía política. Cuando joven, se consideraba parte de la Vieja Derecha, una rama antiestatista y antiintervencionista del Partido Republicano. En la década de 1950, participó brevemente con Ayn Rand, pero después tuvo una pelea con ella. Cuando los guerreros fríos intervencionistas de National Review, como William F. Buckley, Jr., ganaron influencia en el Partido Republicano en la década de 1950, Rothbard deja ese grupo y formó una alianza con los grupos de izquierda contra la guerra, teniendo en cuenta la tradición contra la guerra entre una serie de autoproclamados izquierdistas y en un grado más cerca de la Vieja Derecha de los conservadores. Él creía que la Guerra Fría estaba más en deuda en teoría, con la izquierda y progresistas imperialistas, especialmente en lo que respecta a la teoría trotskista. Más tarde, Rothbard se opuso inicialmente a la fundación del Partido Libertario, pero se le unió en 1973 y se convirtió en uno de sus principales activistas. Libros de Rothbard, como Hombre, economía y Estado, Poder y mercado, La ética de la libertad y Hacia una nueva libertad, son considerados como clásicos del pensamiento libertario de ley natural.

## Referentes intelectuales presentes

### En inglés
Son importantes referentes académicos en el idioma inglés los estudios de miembros del Instituto Mises, del Instituto Cato y del Instituto Independiente. Otras fuentes que incluyen contenidos anarquistas son el Journal of Libertarian Studies, los sitios LewRockwell.com, Antiwar.com, Anarchism.net, el Seasteading Institute, en Estados Unidos

### En español
Los institutos promercado estadounidenses Instituto Mises, Instituto Cato, Fundación para la Educación Económica e Instituto Independiente tienen páginas en español activas, siendo algunos de los autores que escriben en sus páginas simpatizantes del anarcocapitalismo. En España los referentes académicos destacados del anarcocapitalismo son el profesor Jesús Huerta de Soto y algunos miembros y analistas del Instituto Juan de Mariana.

### Otros idiomas
En portugués se puede encontrar al Instituto Ludwig von Mises Brasil, en sueco al Instituto Ludwig von Mises Suecia y en italiano el Instituto Bruno Leoni, con varios de sus miembros que adhieren y promueven el anarcocapitalismo desde sus publicaciones.

## Ejemplos históricos

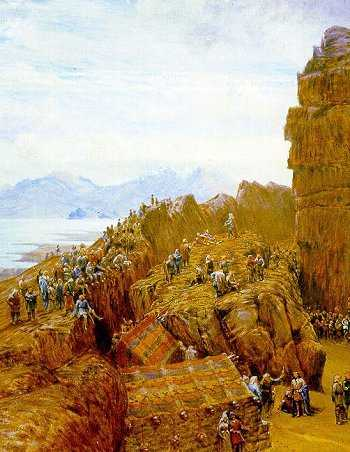
Interpretación del del Althing en la Mancomunidad Islandesa, que según David Friedman tuvo elementos de una sociedad anarcocapitalista. Las jefaturas del clan podían ser compradas y vendidas, y no existían monopolios geográficos, los individuos podían elegir voluntariamente la pertenencia a cualquier clan.

Algunos de los teóricos del anarcocapitalismo señalan ejemplos históricos que presentan similitudes con su ideología. Si bien se trata de sociedades extemporáneas a la formulación de esta doctrina o de procesos sociales no derivados de esta filosofía, estos teóricos destacan situaciones reales en donde la protección de la libertad y propiedad individuales fueron voluntariamente financiadas antes que provistas por el Estado a través de los impuestos.

### La Irlanda celta
De acuerdo a Murray Rothbard, un ejemplo frecuente de una sociedad con características anarcocapitalistas es la Irlanda celta en la Edad Media, por su sistema legal y de cortes basada en clanes a los que uno podía afiliarse y desafiliarse con libertad.

### La Islandia medieval
Según David Friedman, «las instituciones islandesas medievales tuvieron varias características peculiares e interesantes; podrían haber sido creadas por un economista chiflado para probar los alcances en los cuales los sistemas de mercado podrían suplantar al gobierno en la mayoría de sus funciones fundamentales». Aunque no la califica directamente como anarcocapitalista, Friedman arguye que la Mancomunidad Islandesa entre los años 930 y 1262 presentó «algunas características» de la sociedad anarcocapitalista —debido a la existencia de un sistema legal sencillo, la seguridad era enteramente privada y capitalista—, aportando algunas evidencias de cómo una sociedad de ese tipo funcionaría. «Aun cuando el sistema legal islandés reconocía una ofensa esencialmente «pública», la manejó otorgándole a algunos individuos (elegidos a veces de entre los afectados) el derecho a llevar el caso y recolectar las multas, encajando de esta manera en un sistema esencialmente privado».

### Ciudades libres de la Europa medieval
El economista y erudito libertario Bryan Caplan considera las ciudades libres de la Europa medieval como ejemplos de sociedades «anarquistas» o «casi anarquistas», argumentando además:
Un caso que ha inspirado a ambos tipos de anarquistas es el de las ciudades libres de la Europa medieval. El primer eslabón débil en la cadena del feudalismo, estas ciudades libres se convirtieron en los centros de desarrollo económico, comercio, arte y cultura de Europa. Proporcionaron un refugio para los siervos fugitivos, que a menudo podían obtener legalmente su libertad si evitaban volver a capturarlos durante un año y un día. Y ofrecen muchos ejemplos de cómo las personas pueden formar asociaciones de ayuda mutua para la protección, el seguro y la comunidad. Por supuesto, los anarquistas de izquierda y los anarcocapitalistas adoptan una perspectiva algo diferente de las ciudades libres: los primeros enfatizan las preocupaciones comunitarias e igualitarias de las ciudades libres, mientras que los segundos señalan la naturaleza relativamente no regulada de sus mercados y la amplia gama de servicios (que a menudo incluyen defensa, seguridad, etc).

### La Pensilvania temprana
El estudio sobre la historia de América Colonial de Murray Rothbard, Conceived in Liberty, discute el periodo cuando Pensilvania (del tiempo del Santo Experimento) cayó en una situación de anarquismo y cómo William Penn luchó cerca de una década para reinstalar su gobierno sobre un pueblo que no quería.

### El Viejo Oeste estadounidense
Según la investigación de Terry L. Anderson y P. J. Hill, el Viejo Oeste de Estados Unidos, durante el período que va de 1830 a 1900, tuvo similitudes con el anarcocapitalismo ya que «las agencias privadas proveían la base necesaria para una sociedad ordenada donde la propiedad era protegida y los conflictos resueltos», y que la percepción popular común de que el Viejo oeste era caótico y con poco respeto hacia los derechos de propiedad es incorrecta.

### República de Cospaia

Cospaia tenía una bandera oficial: Tajado de negro y blanco.

La República de Cospaia fue durante siglos una pequeña nación independiente ubicada entre los Estados Papales y la República de Florencia. Cospaia obtuvo su independencia en 1441 inesperadamente, cuando el Papa Eugenio IV cedió su territorio Sansepolcro, parte de los Estados Pontificios, a la República de Florencia, sin embargo, por error durante la designación de las fronteras había una franja de tierra que no estaba incluida en el tratado que delimitaba los límites, algo más de 330 hectáreas. Los habitantes declararon la independencia del lugar, en un espacio de terra nullius, es decir, una tierra de nadie que no pertenece a ningún Estado. En 1484 fue reconocida por sus vecinos como una nación oficial. El lema de Cospaia era «Perpetua et firmas libertas» (La libertad firme y eterna). Se teoriza que la gente de Cospaia no tenía obligaciones fiscales, por lo tanto, los bienes que pasaban por el territorio no estaban sujetos a ningún impuesto; sin embargo, otra teoría es que existían impuestos municipales y que, el no pagarlos, llevaba a la excomulgación y a la expulsión del territorio. Cospaia atrajo a comerciantes de Génova, Venecia, Nápoles y otras ciudades para llevar a cabo intercambios y negocios, y los comerciantes judíos que fueron discriminados en muchos lugares pero no en la pequeña república; aunque esto también atrajo a delincuentes exiliados de otros países y a contrabandistas. Este país terminó en 1826, siendo absorbido por los Estados Pontificios. Cospaia podría clasificarse como un país anarcocapitalista o como una critarquía por sus tribunales informales de residentes y ancianos, aunque finalmente las decisiones eran tomadas por los curas y por las familias influyentes, es decir, el clero y la nobleza.

### Internet
Para muchos anarcocapitalistas, por ejemplo los vinculados al criptoanarquismo, Internet debería ser el ejemplo de una red de jurisdicciones (con algún parecido a la ley policéntrica) y los conflictos se resolverían basándose en la ley común (véase la nueva lex mercatoria). Son tomados por ellos como metáfora del funcionamiento de la interacción voluntaria (mercado), ya que el conocimiento que manejan las infinitas interacciones entre individuos que se dan cada día en el mundo es muy superior a lo que jamás podrá manejar ninguna institución centralizada (véase: conocimiento disperso).

## Críticas
Las críticas al anarcocapitalismo comprenden varias categorías: aquellas que afirman que el anarcocapitalismo no puede funcionar en la práctica; otras que afirman que el capitalismo necesita un Estado coercitivo para existir (según el minarquismo) y que una sociedad puede ser anarquista o capitalista pero no ambas (según el anarcocomunismo); críticas generales sobre moralidad en el capitalismo y el liberalismo que pueden aplicarse al anarcocapitalismo; y las críticas utilitaristas que afirman que el anarcocapitalismo no maximiza la felicidad.

### Desde el minarquismo
Algunos liberales consideran que un sistema capitalista no podría sobrevivir o no sería eficiente sin un Estado público e imparcial, y que todo el sistema jurídico que protege al capitalismo se vería amenazado al existir varios Estados privados compitiendo entre sí. Afirman así que el capitalismo necesita de un Estado de derecho para ser estable.
El anarcocapitalismo fue criticado, entre otros, por Milton Friedman, quien escribió: 

«Aunque necesario para la libertad, el capitalismo solo no es suficiente para garantizarla. Tiene que estar acompañado por un conjunto de valores y de instituciones políticas favorables a la libertad».

Los objetivistas afirman que, debido a la ausencia del Estado, una sociedad anarcocapitalista degeneraría en una «guerra de todos contra todos». Otros críticos arguyen que el problema de las externalidades hace que sea impráctico el suministro de servicios de protección en una sociedad anarcocapitalista.
Una conocida crítica al anarquismo de mercado libre es la de Robert Nozick, quien argumentó que un sistema legal competitivo evolucionaría hacia un gobierno monopólico, incluso sin violar los derechos individuales en el proceso. Varios anarquistas de mercado como Roy A. Childs o Murray Rothbard rechazaron la conclusión de Nozick (aunque Childs subsecuentemente rechazó el anarquismo).

### Desde el anarquismo clásico
A pesar de su nombre, el anarcocapitalismo se encuentra fuera de la tradición del anarquismo y está más estrechamente relacionado con el capitalismo, el libertarismo y el liberalismo según múltiples autores y académicos. Los anarco-capitalistas suelen considerarse como un fraude y un oxímoron por parte de la abrumadora mayoría de los anarquistas.  Especialmente los anarquistas pertenecientes específicamente al anarcocomunismo rechazan vehementemente la naturaleza anarquista del anarcocapitalismo, sosteniendo que el «capitalismo» es una forma de coacción, algo incompatible con una sociedad anarquista.
En defensa de su posición, existe el reconocimiento general del anarcocapitalismo como una forma de anarquismo individualista por sus defensores o diversos académicos como Paul Avrich. La adopción de un capitalismo irrestricto genera una considerable tensión entre anarquistas capitalistas y anarquistas socialistas. La diferencia más importante es el escepticismo de los anarquistas socialistas, la rama histórica más conocida del anarquismo clásico, a las propuestas anarcocapitalistas con respecto al tema de la propiedad privada. Murray Rothbard sostiene que por otro lado las similitudes con el anarquismo individualista clásico son más fuertes y es normal considerar al anarcocapitalismo como el resurgimiento del anarcoindividualismo (antiestatistas y antiautoritarios voluntaristas ambos). Muchos anarcocapitalistas, por otro lado, sostienen que el anarcocapitalismo es la única forma verdadera de anarquismo.
 Algunos de ellos afirman que las formas socialistas de anarquismo son irreales porque requieren el consentimiento y la benevolencia de todos los integrantes de una sociedad anarquista, mientras que el anarcocapitalismo surge naturalmente dondequiera que no exista Estado y exista libertad individual. De todas maneras, existen anarcocapitalistas que sostienen que, de ser voluntarios y respetar la propiedad privada, todos los sistemas pueden convivir en anarquía.

### Estabilidad de sus instituciones legales
Dos de los más prominentes académicos que han dedicado una reflexión seria a las instituciones legales esencialmente anarcocapitalistas son Richard Posner, que es Juez Federal de Apelaciones y prolífico erudito legal, y el economista William Landes. En su ensayo de 1975 «The Private Enforcement of Law», discuten un previo gedankenexperiment emprendido Becker y Stigler en el cual se propuso que la ejecución de la ley sería privatizada y explican por qué consideran que tal sistema no sería económicamente eficiente. Según una respuesta posterior de David Friedman, «Efficient Institutions for the Private Enforcement of Law»,

[Landes y Posner argumentaban] que el sistema privado tenía fallas básicas que lo hacía inferior a un sistema público ideal excepto por las ofensas que pueden detectarse y castigarse a un costo casi nulo. Admiten que el sistema privado podría ser preferible al poco menos que ideal sistema público que tenemos. Sin embargo argumentan que el predominio de la aplicación privada (de la ley) contra las ofensas que son fácilmente detectadas (principalmente ofensas civiles) y su rareza contra las ofensas que son difíciles de detectar (principalmente las ofensas criminales) sugieren que nuestro sistema legal es, por lo menos a grandes rasgos, eficiente, utilizando en cada caso el más eficiente sistema.

 Friedman, sin embargo, procede a argumentar que «la ineficiencia que Landes y Posner demostraron en las instituciones privadas de aplicación de la ley que describen puede eliminarse con cambios menores en las instituciones».

## Literatura

### No ficción
La siguiente es una lista parcial de obras esenciales que tratan sobre anarcocapitalismo.
Anarcocapitalismo de la Escuela Austriaca
- Murray N. Rothbard: fundador del anarcocapitalismo.
  - Man, Economy, and State Micro y macroeconomía austriaca.
  - Power and Market Clasificación de las intervenciones económicas estatistas.
  - The Ethics of Liberty Justificación moral de una sociedad libre.
  - For a New Liberty: esquema de cómo funcionaría una sociedad anarcocapitalist.
- Hans-Hermann Hoppe: principal representante de la derecha libertaria.
  - The Economics and Ethics of Private Property.
  - A Theory of Socialism and Capitalism.
  - Democracia: el dios que fracasó: crítica a la democracia.
- Jesús Huerta de Soto:
  - Socialismo, cálculo económico y función empresarial: crítica al socialismo desde el punto de vista del cálculo económico.
- Walter Block:
  - Defendiendo lo indefendible.
  - The Privatization of Roads and Highways: Human and Economic Factors.
  - Toward a Libertarian Society.
- Robert P. Murphy:
  - La teoría del caos.

Anarcocapitalismo con otras bases, líneas o escuelas de pensamiento
- David D. Friedman, La maquinaria de la libertad. Defensa consecuencialista clásica del anarcocapitalismo
- Bruce L. Benson: 
  - The Enterprise of Law
  - To Serve and Protect
- Randy E. Barnett, The Structure of Liberty Las fuerzas del mercado crean orden legal
- Anthony de Jasay, The State El Estado actúa por sus propios intereses en contra de los intereses individuales
- Jan Narveson, You and The State Defensa contractualista del anarcocapitalismo
- Morris y Linda Tannahill, The Market for Liberty Un clásico sobre las agencias privadas de defensa
- Michael Huemer, El problema de la autoridad política.

Visión general
- Edward P. Stringham, Anarchy and the Law Recopilación de los principales argumentos y estudios históricos sobre anarcocapitalismo

### Ficción
Algunos defensores del anarcocapitalismo piensan que este ha sido tratado en algunas obras literarias especialmente de ciencia ficción. Uno de los primeros ejemplos que exponen es la novela de Robert A. Heinlein The Moon Is a Harsh Mistress (1966), donde el autor describe lo que él llama «anarquismo racional», aunque no habla sobre el anarcocapitalismo.
Autores cyberpunk y post-cyberpunk fueron fascinados por la idea de la caída del Estado. Muchas historias de Vernor Vinge, tales como Marooned in Realtime, describen sociedades anarcocapitalistas frecuentemente de una manera favorable. En las obras Snow Crash y The Diamond Age de Neal Stephenson, Jennifer Government de Max Barry, Down and Out in the Magic Kingdom de Cory Doctorow y The Probability Broach de L. Neil Smith, Neuromante de William Gibson (aparece Freeside, un hábitat espacial cilíndrico en L5 donde impera el anarcocapitalismo) también se exploran las ideas anarcocapitalistas. La representación cyberpunk de estas sociedades puede variar desde lo más sombrío hasta el optimismo más gozoso y no necesariamente implica algo específico sobre los puntos de vista políticos del autor. En particular, Neal Stephenson evita las declaraciones políticas claras cuando es confrontado.
Algunos anarcocapitalistas encuentran inspiración en la obra de ficción de Ayn Rand, si bien esta autora no era adherente a la filosofía política anarcocapitalista. Para ellos, obras como Himno y La rebelión de Atlas mostrarían el ideal una sociedad que cuente con una total libertad individual, cooperación voluntaria, y nula intromisión del Estado dentro de la propiedad privada.

## Símbolos
Los anarcocapitalistas o libertarios anarquistas han adoptado símbolos que representan la convergencia de los pensamientos anarquista (no-estado) y libertario (libre mercado). Destaca la combinación aurinegra de colores.

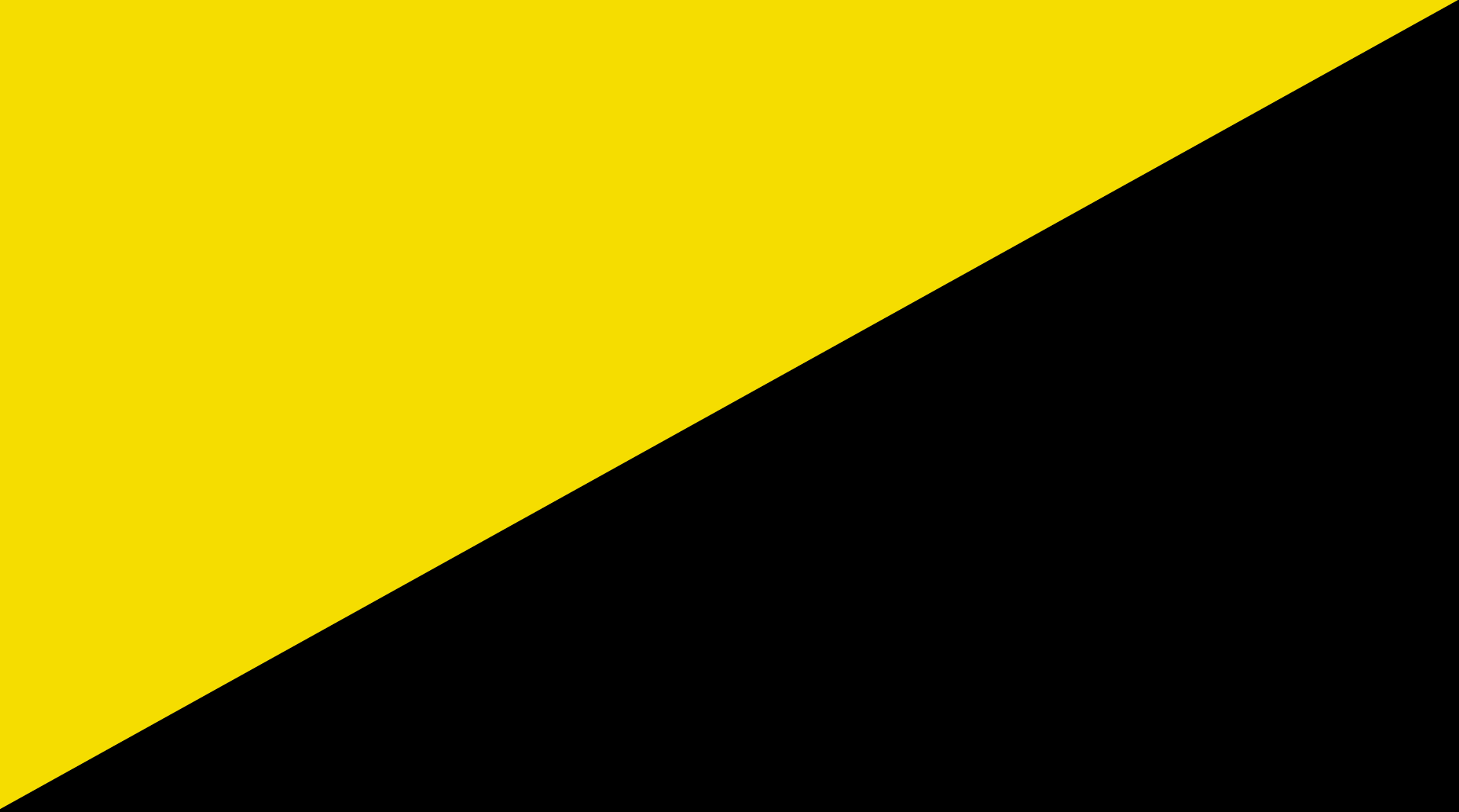
Bandera aurinegra
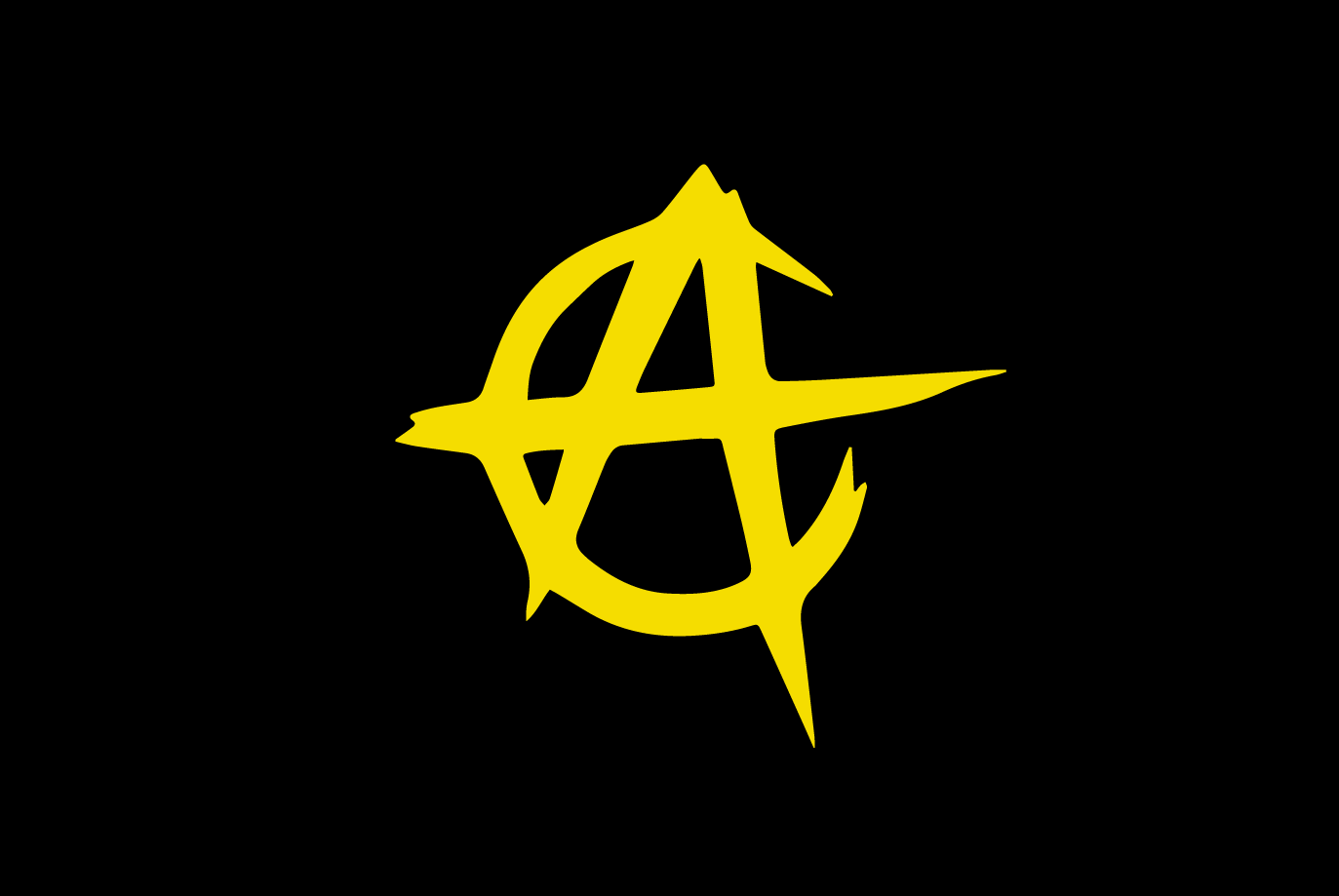
Bandera negra y A en C
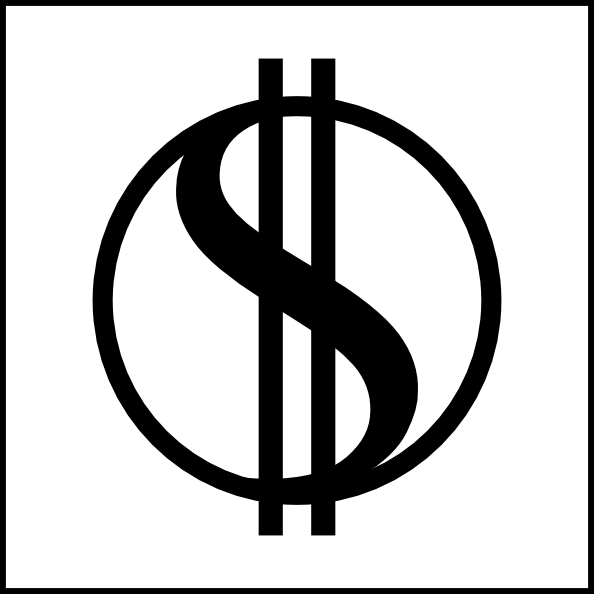
Libertatis Æquilibritas
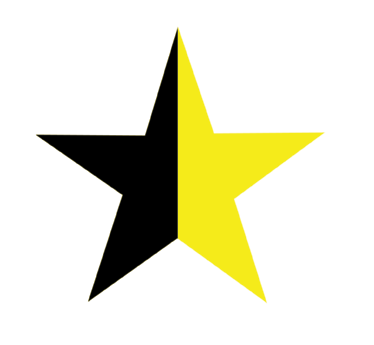
Estrella aurinegra
V de voluntario

### Que reconoce su carácter anarquista

#### Como una forma de anarquismo individualista
- Alan and Trombley, Stephen (Eds.) Bullock, The Norton Dictionary of Modern Thought, W. W. Norton & Company (1999), p. 30
- Outhwaite, William. The Blackwell Dictionary of Modern Social Thought, entrada: Anarchism, p. 21 & pp. 13-14, 2002
- Bottomore, Tom. Entrada: Dictionary of Marxist Thought, Anarchism, p.21 1991.
- Blackwell Encyclopaedia of Political Thought, 1991, ISBN 0-631-17944-5, p. 11
- Barry, Norman. Modern Political Theory, 2000, Palgrave, p. 79
- Adams, Ian. Political Ideology Today, Manchester University Press (2002) ISBN 0-7190-6020-6, p. 135
- Grant, Moyra. Key Ideas in Politics, Nelson Thomas 2003 ISBN 0-7487-7096-8, p. 91
- Heider, Ulrike. Anarchism: Left, Right, and Green, City Lights, 1994. p. 3.
- Ostergaard, Geoffrey. Resisting the Nation State - the anarchist and pacifist tradition, Anarchism As A Tradition of Political Thought. Peace Pledge Union Publications
- Avrich, Paul. Anarchist Voices: An Oral History of Anarchism in America, Abridged Paperback Edition (1996), p. 282
- Brooks, Frank H. (ed) (1994) The Individualist Anarchists: An Anthology of Liberty (1881-1908), Transaction Publishers, Prefacio p. xi
- Sheehan, Sean. Anarchism, Reaktion Books, 2004, p. 39
- Avrich, Paul. Anarchist Voices: An Oral History of Anarchism in America, Abridged Paperback Edition (1996), p. 282
- Tormey, Simon. Anti-Capitalism, One World, 2004, pp. 118-119
- Raico, Ralph. Auténtico liberalismo alemán del siglo XIX, Ecole Polytechnique, Centre de Recherce en Epistemologie Appliquee, Unité associée au CNRS, 2004
- Offer, John. Herbert Spencer: Critical Assessments, Routledge (UK) (2000), p. 243
- Busky, Donald. Democratic Socialism: A Global Survey, Praeger/Greenwood (2000), p. 4
- Foldvary, Fred E. What Aren't You an Anarchist?, Progress Report, reimpreso en The Free Liberal, 14 de febrero de 2006
- Heywood, Andrew. Politics: Second Edition, Palgrave (2002), p. 61
- Anarcho-capitalism. The Encyclopedia of Libertarianism p. 13, Ronald Hamowy, SAGE

Como el resurgimiento del anarcoindividualismo
- Blackwell Encyclopaedia of Political Thought, 1991, ISBN 0-631-17944-5, p. 11
- Levy, Carl. «Anarchism», Microsoft Encarta Online Encyclopedia 2006 MS Encarta (UK).
- Brown, Susan Love, The Free Market as Salvation from Government: The Anarcho-Capitalist View, Meanings of the Market: The * Free Market in Western Culture, editado por James G. Carrier, Berg/Oxford, 1997, p. 99
- Anarchism/Minarchism: Is a Government Part of a Free Country? Ed., Roderick T. Long y Tibor R. Machan. Ashgate
- Anarchy and the Law: The Political Economy of Choice, Edward Stringham. Transaction Publishers, 2007.

#### Como un tipo de anarquismo en general
- Sylvan, Richard. Anarchism. A Companion to Contemporary Political Philosophy, editores Goodin, Robert E. and Pettit, Philip. Blackwell Publishing, 1995, p.231
- Perlin, Terry M. Contemporary Anarchism. Transaction Books, New Brunswick, NJ 1979, p. 7
- DeLeon, David. The American as Anarchist: Reflections of Indigenous Radicalism, Capítulo: The Beginning of Another Cycle, Johns Hopkins University Press, 1979, p. 117 & 123
- Kearney, Richard. Continental Philosophy in the 20th Century, Routledge (UK) (2003), p. 336
- Sargent, Lyman Tower. Extremism in America: A Reader, NYU Press (1995), p. 11
- Sanders, John T.; Narveson, Jan, For and Against the State, Rowman and Littlefield Publishers, 1996, ISBN 0-8476-8165-3
- Goodwin, Barbara. Using Political Ideas, fourth edition, John Wiley & Sons (1987), p. 141

### Que rechaza su carácter anarquista
- Meltzer, Albert. Anarchism: Arguments For and Against AK Press, (2000) p. 50
- Ruypers, John. Canadian and World Politics.
- Jennings, Jeremy. Contemporary Political Ideologies: Second Edition.